# Javor na Hofberku
Javor na Hofberku je nádherný solitérní památný strom javor klen (Acer pseudoplatanus) se širokou kulovitou korunou a mnoha kosterními větvemi v okrese Karlovy Vary v Karlovarském kraji. Kmen je nepatrně vyhnutý, několik metrů vysoký. Strom roste na rozdvojení lesní cesty přibližně 320 m severně od Dvorského vrchu (též Hofberg 839 m n. m.), na jižní straně široké paseky mezi Dvorským vrchem a Čihadlem (897 m n. m.).

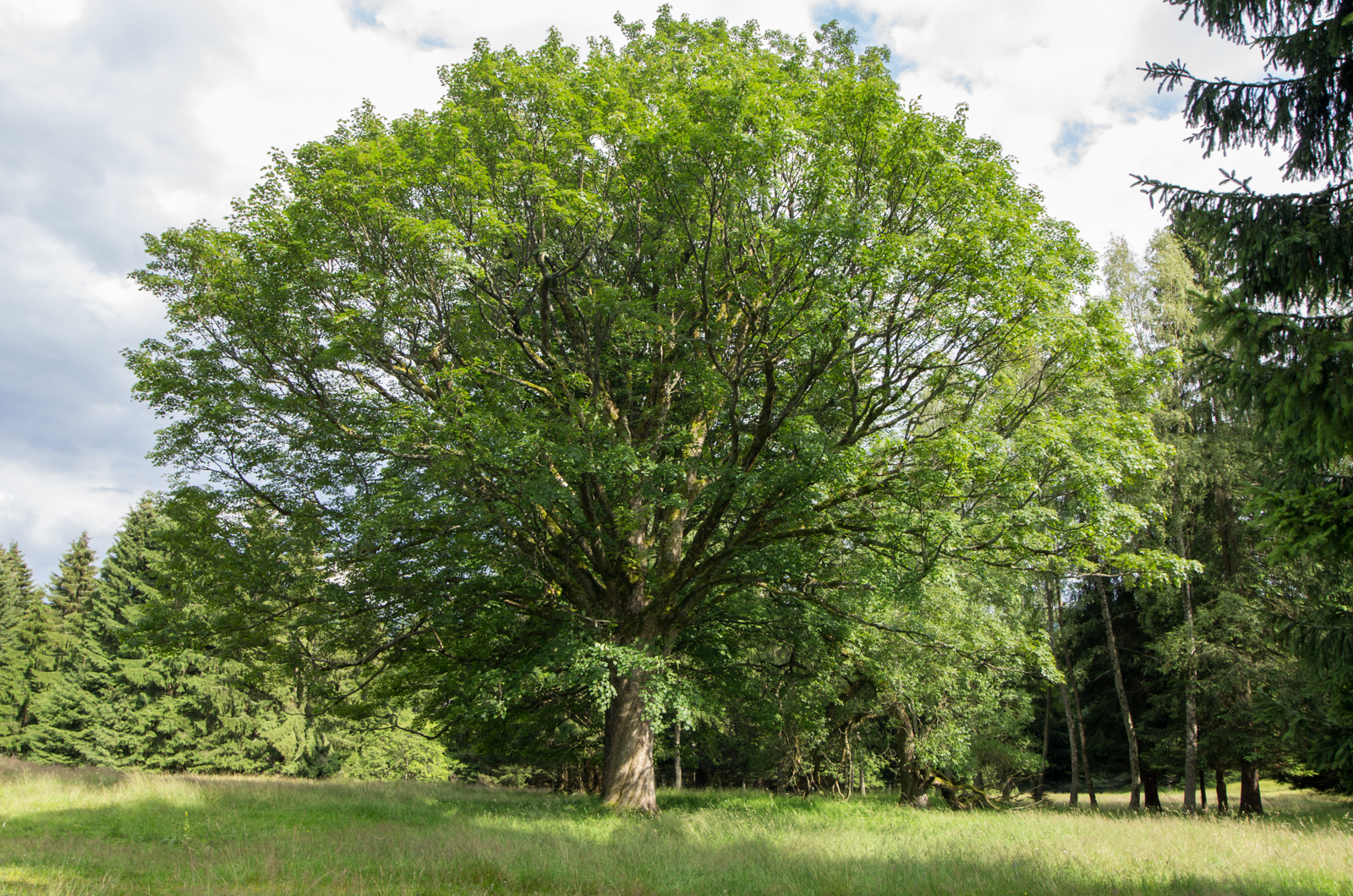
Javor klen pod skalkou

Okolo stromu prochází místní modře značena stezka Ruperta Fuchse a vlastní strom se nachází v místě, kde se na zmíněné pasece nacházela Soví huť, založená v 16. století, která patřila mezi nevýznamnější sklárny v Krušných horách. U stromu chybí tabulka památného stromu, najdeme jej však snadno vpravo od cesty, kterou je vedena stezka Ruperta Fuchse mezi informačními panely č. 5 a č. 6. Přestože nedosahuje výjimečných rozměrů, je krásný svým pravidelným vzrůstem. Strom je velmi vitální a zaceluje nejen jizvy po bývalých větvích, ale i okraje dlouhé spáry, která se táhne v délce kmene od prvního rozvětvení až ke kořenům. Výška javoru je 16,5 m, obvod kmene měří 332 cm (měření 2005). Strom je chráněn od roku 1986. Do roku 2006 byl jediným chráněným stromem na Nejdecku. Asi 80 metrů severovýchodně od památného javoru pod malou žulovou skalkou roste další nádherný javor označovaný jako „Javor klen pod skalkou“. Nejedná se o chráněný strom, ale o významný starý strom, který je dokonce o malinko mohutnější a vyšší. Oba javory patří mezi stromy, které svojí vysokou estetickou hodnotou umocňují půvab tohoto jedinečného místa..

## Stromy v okolí
- Javor u Hanáků
- Buková alej v ulici Pod Lesem
- Čtveřice lip srdčitých u Zimů
- Lípa u benzinové stanice